# Ван Берген, Митчелл
Митчелл ван Берген (нидерл. Mitchell van Bergen; 27 августа 1999 года, Осс, Нидерланды) — нидерландский футболист, нападающий клуба «Спарта».

## Клубная карьера
Ван Берген является воспитанником клуба «Виллем II», в котором он занимался футболом в течение восьми лет. В июле 2015 года подписал трёхлетний контракт с «Витессом», где поначалу стал играть в юношеской команде. 18 декабря 2015 года дебютировал в Эредивизи, в 16 лет, поединком против «Твенте», выйдя на замену на 86-й минуте вместо Милота Рашицы.
Перед стартом сезона, вместе с одноклубниками Коряном, Хауэном, Чжаном, Ауде Котте и Леливелдом бы включён в первую команду и сменил номер с 42-го на 16-й.
27 августа 2021 года перешёл в французский клуб «Реймс».
31 августа 2023 года подписал четырёхлетний контракт с «Твенте».
31 января 2025 года до конца сезона перешёл на правах аренды в роттердамскую «Спарту».
18 августа 2025 года перешёл в «Спарту», подписав четырёхлетний контракт до середины 2029 года.

## Карьера в сборной
С 2015 года выступал за сборную Нидерландов до 17 лет.

## Достижения
«Витесс»
- Обладатель Кубка Нидерландов: 2016/17